# Nevenka Budimir
Nevenka Budimir (Donja Ričica, Uskoplje, 22. lipnja 1957.) je hrvatska i bosanskohercegovačka pjesnikinja.
Osnovnu je školu završila u Pajić Polju, a srednju u Uskoplju. Pjesničke uratke uglavnom je objavljivala u Skopaljskom vjesniku i u periodičnim izdanjima Hrvatske uzdanice.

## Djela
- Prosinac pozdravlja Uskoplje (s Nadom Plejić i Josipom Kolakom, pjesme, 1996.)
- Pjesme u panorami Petnaestorica (2000.)